# Planificació familiar
La planificació familiar és el conjunt d'activitats que permeten als individus, inclosos els menors d'edat, determinar lliurement el nombre de fills, el temps entre gestacions i els mitjans per aconseguir-ho".
La planificació familiar pot consistir en la consideració del nombre de fills que una dona vol tenir, incloent l'elecció de no tenir fills, així com l'edat en què desitja tenir-los. Aquests assumptes consideren factors professionals, la situació financera, el projecte de vida, etc. La planificació familiar pot implicar algun tipus de contracepció en algun moment i altres tècniques per controlar el moment de reproducció. Altres aspectes que s'inclouen són l'educació sexual, el consell preconcepcional i la gestió de la fertilitat i de la infertilitat. La planificació familiar definida per les Nacions Unides i l'Organització Mundial de la Salut abasta serveis que condueixen a la concepció i no promou l'avortament com a mètode de planificació familiar, tot i que els nivells d'ús dels contraceptius redueixen la necessitat d'avortament.
La planificació familiar s'utilitza de vegades com a sinònim o eufemisme d'accés a l'ús de contraceptius. Tanmateix, la planificació familiar implica altres mètodes i pràctiques. A més, hi ha moltes persones que poden desitjar utilitzar mètodes contraceptius, però no són, necessàriament, per planificar una família. Fins al segle passat es tendia aplicar a una parella que vol escollir el nombre de fills i quan els vol tenir. Avui se situa la dona i les seves decisions en el centre de la discussió en moltes parts del món.